# Air Wisconsin
Air Wisconsin (Code AITA : ZW ; code OACI : AWI) est une compagnie aérienne régionale américaine qui opère pour United Express.

## Histoire
Air Wisconsin a été créée en 1965. La compagnie assure des vols sous ses propres couleurs.

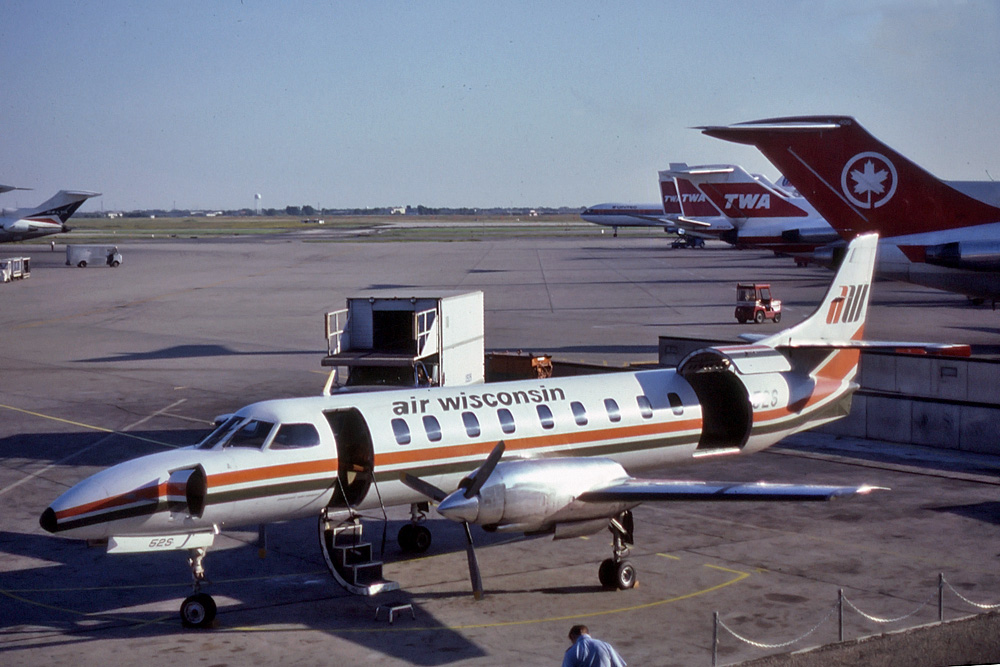
Un Fairchild Metroliner en septembre 1979 à l'aéroport de Chicago O'Hare
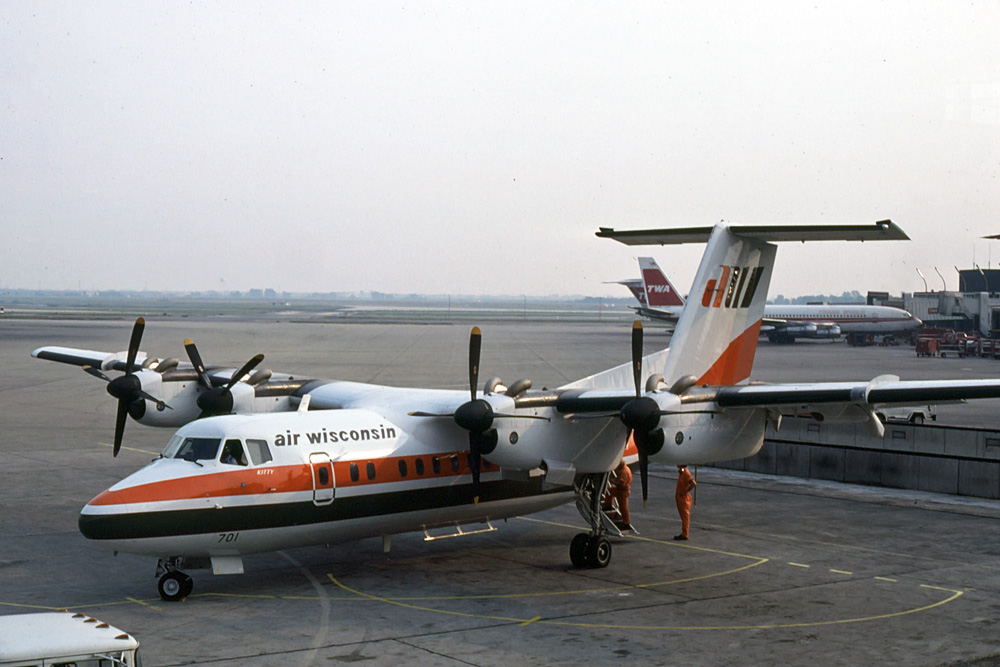
Un DHC-7 en septembre 1979 à l'aéroport de Chicago O'Hare

United Express signe un contrat avec Air Wisconsin lui permettant de bénéficier des services de vols d'Air Wisconsin. Les avions d'Air Wisconsin prennent la livrée de United Express.

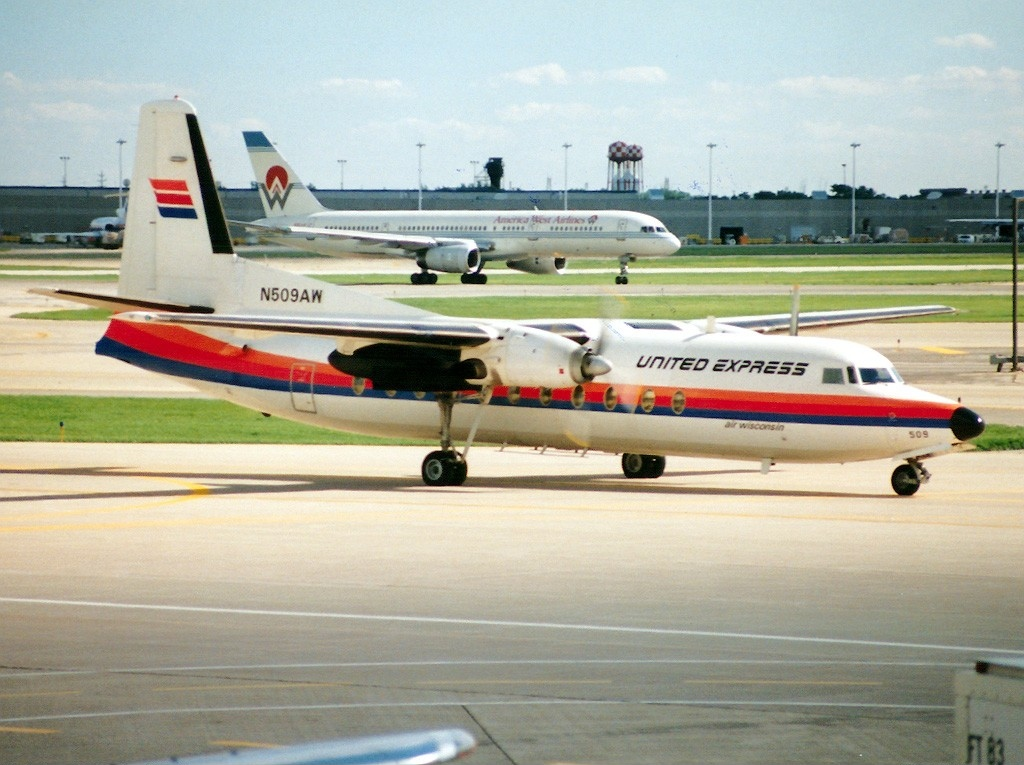
Un Fokker F-27-500 Friendship d'Air Wisconsin volant pour le compte de United Express

De 2005 à 2018, la compagnie assure des vols pour US Airways Express puis pour American Eagle lors du rachat d'US Airways par American Airlines.

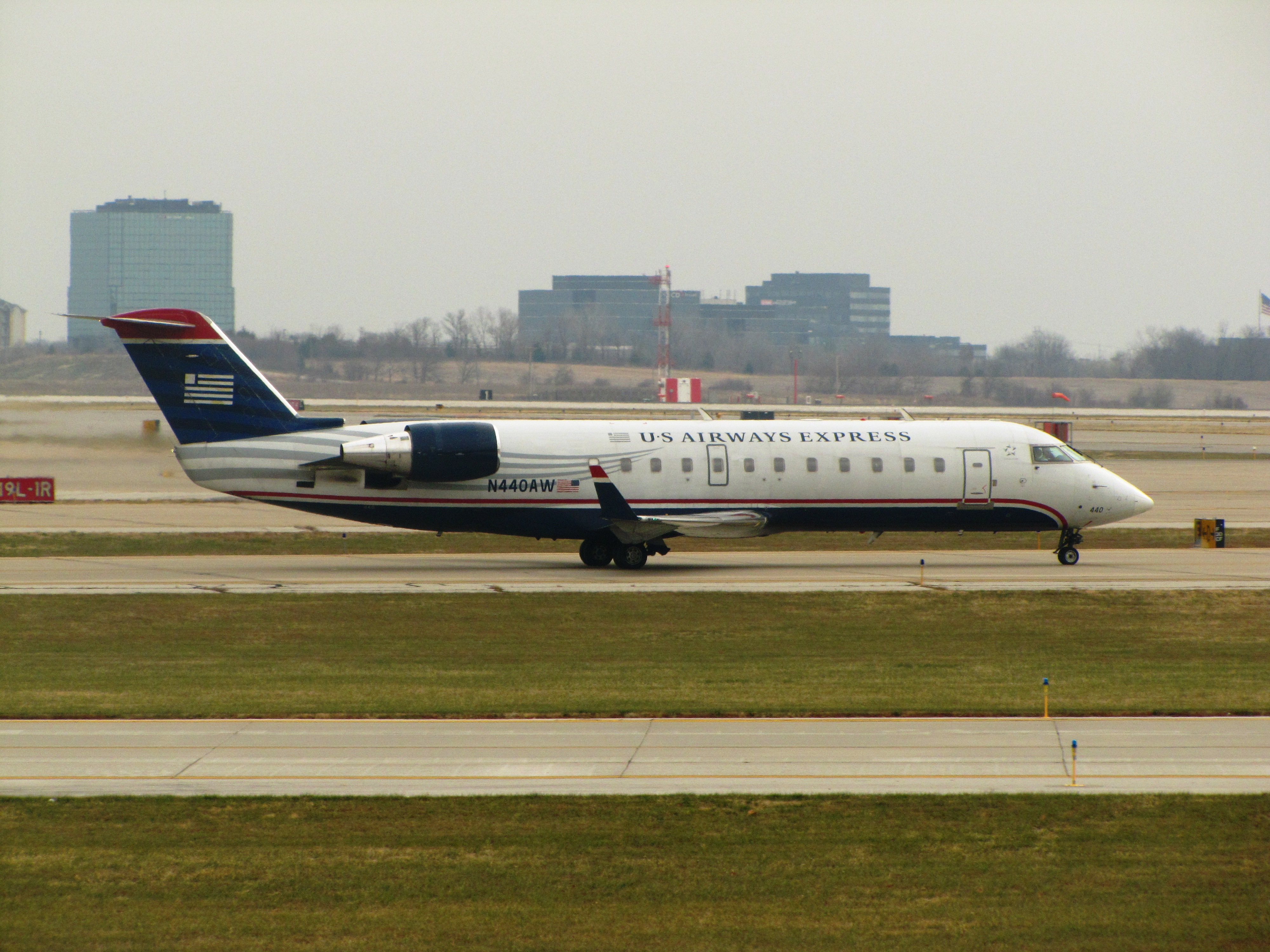
Opérant pour US Airways
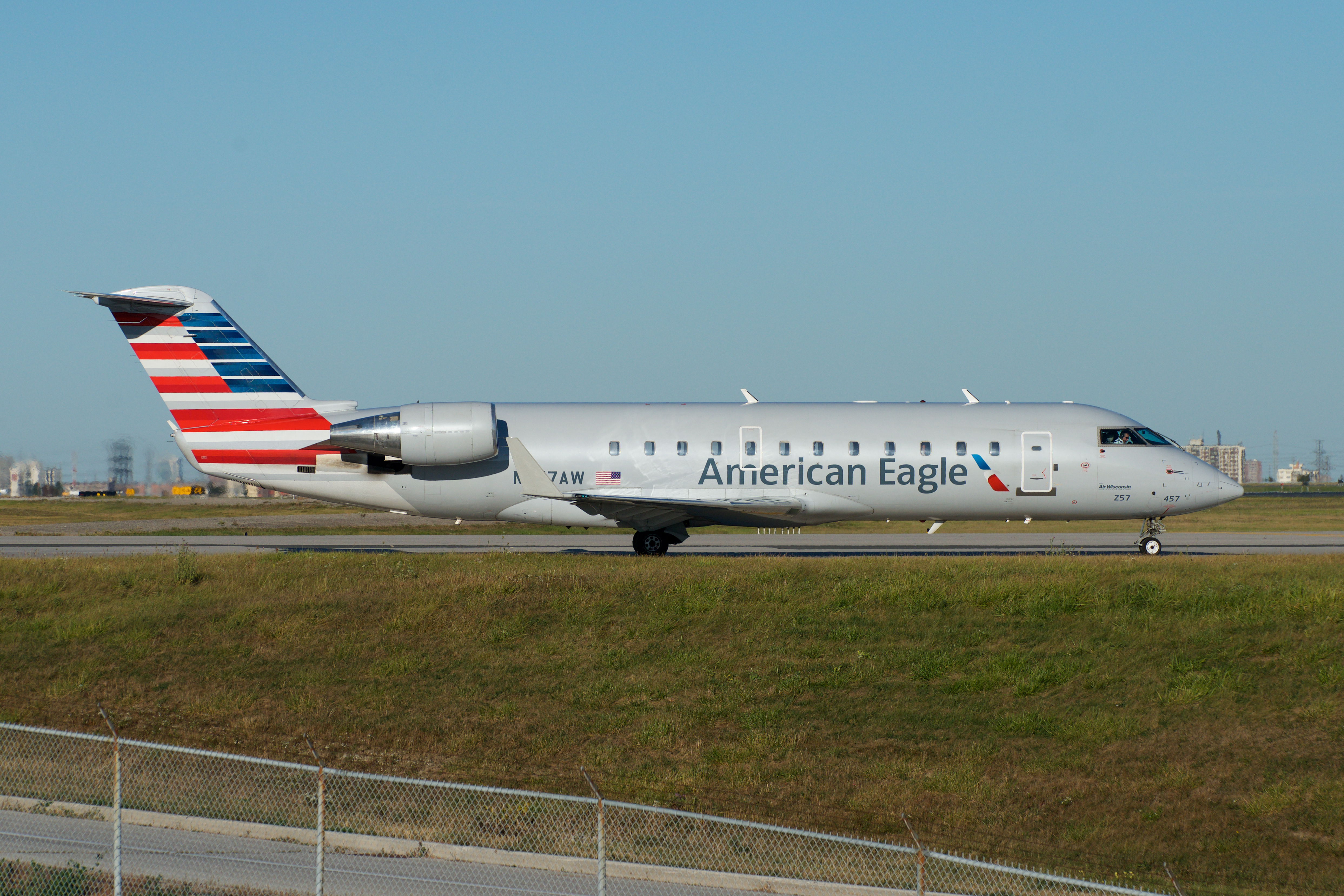
Bombardier CRJ-200 (N457AW) d'Air Wisconsin opérant pour American Eagle

Elle opère depuis 2018 pour le compte de United Express. 

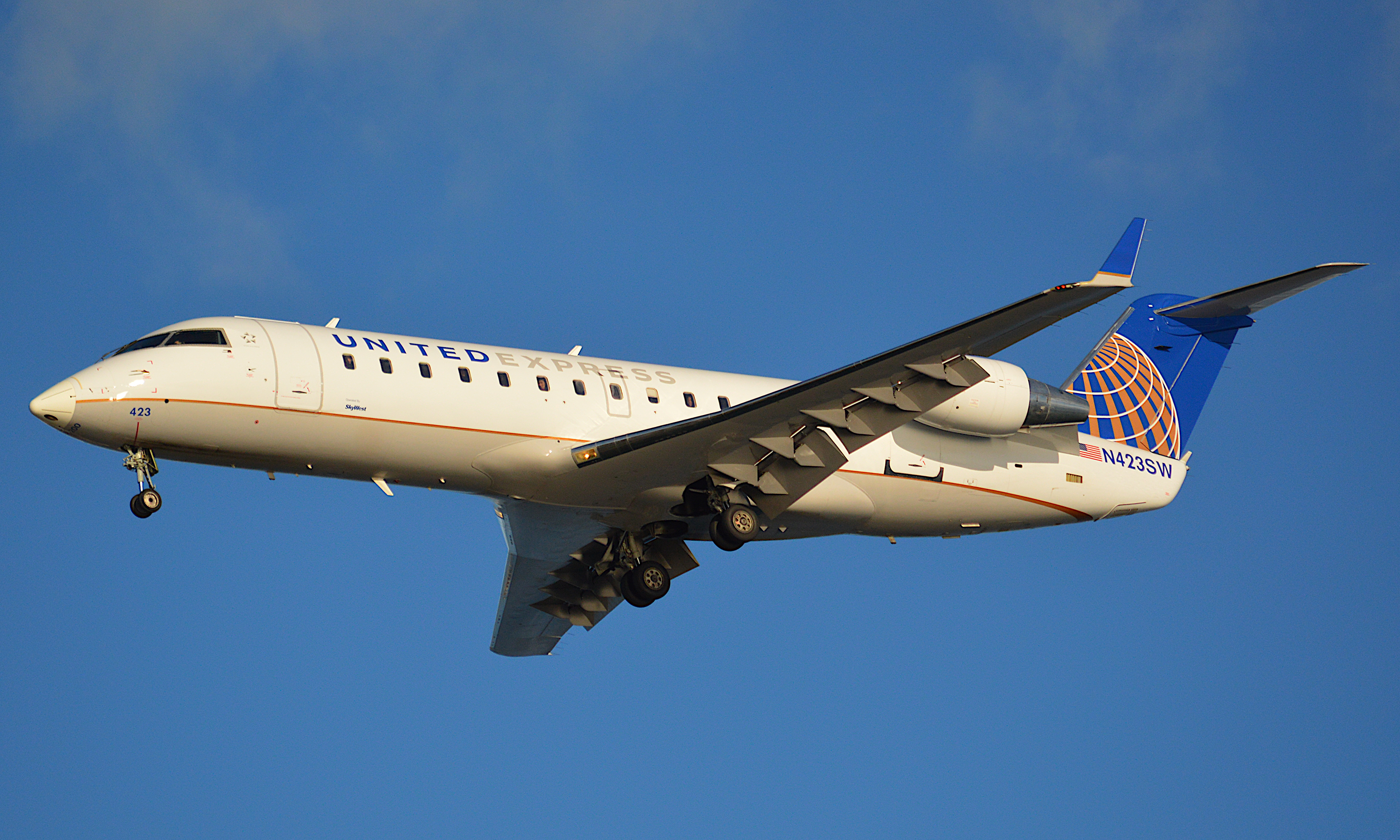
Un CRJ-200 aux couleurs de United Express

## Flotte
En décembre 2020, Air Wisconsin exploite une flotte composée exclusivement de 63 Canadair Regional Jet CRJ-200. L'âge moyen de la flotte est de 18,2 ans.

### Flotte historique
- Avro RJ85/100
- DHC-7

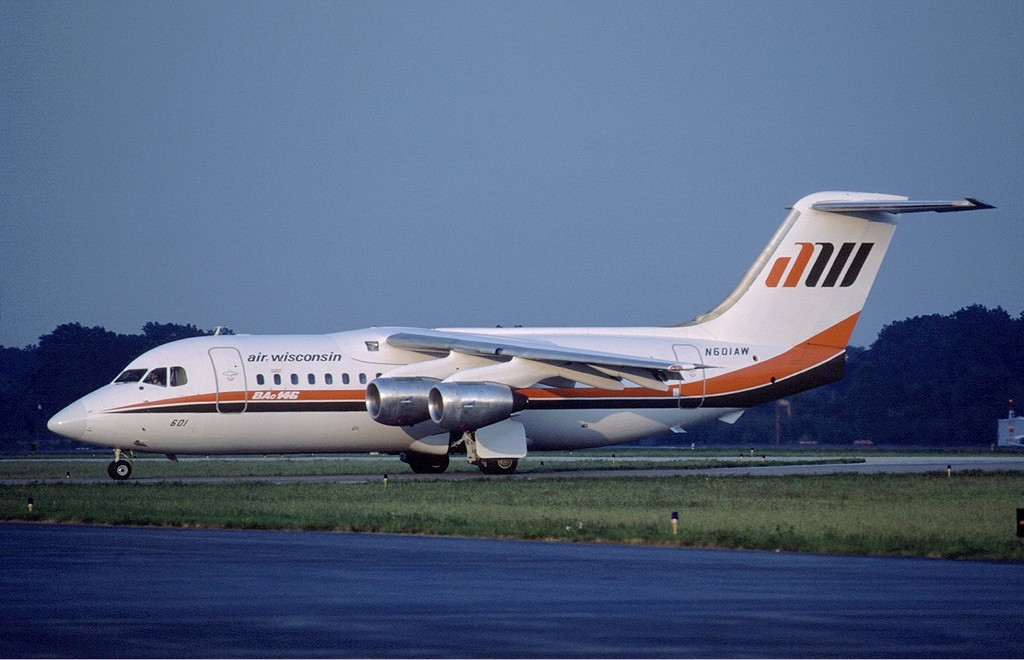
BAe 146-200A d'Air Wisconsin

- De Havilland Canada DHC-8-102 Dash 8
- Fairchild Metroliner
- Fokker F27

## Destinations
La compagnie dessert aux États-Unis 70 villes dans 26 états.